# Генрі Баніс
Генрі Баніс (англ. Henry Bunis; нар. 27 березня 1953) — колишній американський тенісист.
Найвищу одиночну позицію світового рейтингу — 100 місце досяг 24 серпня, 1976 року.
Найвищим досягненням на турнірах Великого шолома було 2 коло в одиночному та парному розрядах.
Завершив кар'єру 1978 року.

## Фінали Гран-прі за кар'єру

### Парний розряд: 1 (0–1)
| Результат | W/L | Рік      | Турнір         | Покриття | Партнер     | Суперники                     | Рахунок       |
| --------- | --- | -------- | -------------- | -------- | ----------- | ----------------------------- | ------------- |
| Поразка   | 1–0 | Лис 1977 | Сантьяго, Чилі | Ґрунт    | Пол Макнамі | Патрісіо Корнехо Хайме Фійоль | 7–5, 1–6, 1–6 |